# Rodolfo Galimberti
Rodolfo Galimberti (San Antonio de Padua, 7 de marzo de 1947 - San Isidro, 12 de febrero de 2002) fue parte de la organización guerrillera Montoneros, que después de su forzoso exilio durante la dictadura cívico-militar argentina (1976-1983) realizó actividades empresarias.

## Biografía

### Juventud y actividad política
Rodolfo Galimberti nació en la localidad de San Antonio de Padua, a 36 km al oeste de la ciudad de Buenos Aires.
Su padre, Ernesto Galimberti, era marino y trabajó también en el Banco de Londres en Buenos Aires. Pertenecía a una familia católica y de derecha.
A los 14 años ingresó en el grupo nacionalista Tacuara. Más tarde, creó la JAEN (Juventud Argentina para la Emancipación Nacional), que contó en sus filas a los jóvenes Ernesto Jauretche (sobrino del famoso escritor Arturo Jauretche), Carlos Chacho Álvarez (quien luego se alejó por diferencias ideológicas), Luis Alberto Spinetta y Carlos Grosso.
En 1973, tras el triunfo del peronista Héctor Cámpora, protagonizó una polémica con el general Juan Domingo Perón y el general Alejandro Agustín Lanusse (presidente de facto de ese momento), cuando llamó a la creación de milicias armadas para la defensa de aquella democracia incipiente. 
El general Alcides López Aufranc, lo criticó por la cadena de radio y televisión nacional, en tanto que Perón, todavía exiliado en Madrid, lo citó urgente para desautorizarlo y excluirlo del cargo que hasta ese momento desempeñaba como representante de la Juventud Peronista ante el Consejo Superior del movimiento que él lideraba. El cuestionado se excusaría diciendo que su llamado a las armas se limitaba solo al control de precios, pero no resultó convincente y sería separado.
Galimberti, alias "Galimba", "Tano" o "El Loco", fue posteriormente uno de los jefes de la llamada Columna Norte de la organización Montoneros, que se extendía entre las localidades de Vicente López y Tigre, en el conurbano bonaerense (provincia de Buenos Aires).
Como uno de los jefes más reconocidos de Montoneros participó de numerosas operaciones de guerrilla urbana, tal como el de los empresarios Juan y Jorge Born, obteniendo Montoneros, por su rescate, la suma de 60 millones de dólares.Se le atribuye en diciembre de 1975 haber ordenado el operativo en el cual una columna armada interceptó y asesinó en la localidad de José León Suárez al entonces intendente del Partido de General San Martín, Alberto Manuel Campos, el secretario de hacienda municipal, Carlos Ferrín, y el empleado Santiago Álvarez.
Tras el golpe de Estado de 1976, cuando la casi totalidad de la Columna Norte fue aniquilada por las Fuerzas Armadas, decidió exiliarse primero en Brasil, luego en México junto con la Conducción Nacional de Montoneros y finalmente en París junto a quien era su novia Julieta, hermana de Patricia Bullrich. Pocos años después, Galimberti —junto a otros disidentes como el poeta Juan Gelman—, criticaron duramente el proyecto de la contraofensiva de montoneros decidida por la conducción a cargo de Firmenich, Vaca Narvaja y Cirilo Perdía, por lo que decidieron romper con la organización. Por tal actitud fueron condenados como «traidores» por la cúpula montonera también en el exilio. Tuvo contactos en el Líbano con distintos líderes palestinos y según sus propias afirmaciones, participó en diversas operaciones armadas defendiendo dicha causa.

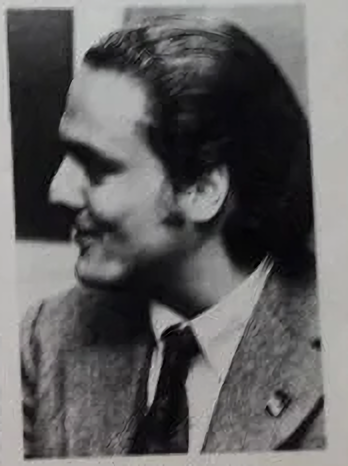
Galimberti en 1973. Revista Panorama.

### El regreso a la Argentina
Durante el gobierno de Carlos Saúl Menem, Galimberti ocupó el cargo de asesor de la SIDE. Según versiones periodísticas tuvo un encuentro con Jorge Born, su ex secuestrado, le pidió perdón, además de trabajo y se puso de acuerdo con el fiscal Juan Romero Victorica para devolverle lo que quedara del rescate que habían cobrado los Montoneros. Born fue un invitado especial a su lujosa boda con Dolores Leal Lobo, perteneciente a una adinerada familia argentina, la cual fue celebrada en la ciudad turística uruguaya de Punta del Este. A dichos festejos fueron invitados, además, el exoficial de la ESMA Jorge Rádice y el exfiscal Juan Martín Romero Victorica, quien había investigado el destino del dinero pagado por el secuestro de los hermanos Born.
En ese tiempo siguió profundizando sus críticas hacia Mario Firmenich y toda la conducción superior de Montoneros. En un programa del empresario y periodista Daniel Hadad, declaró que «faltan a la verdad los que no reconocen que en los años setenta se cometieron excesos y atrocidades desde los dos bandos». Por su parte, en declaraciones realizadas en 2001 al programa de televisión Puntodoc, Firmenich afirmó que Galimberti predicaba una «ética del enriquecimiento ilícito».

### Actividad empresarial y muerte
Para diversificar sus negocios se asoció con dos exagentes de la CIA en una agencia de seguridad que trabajaba con el grupo Exxel. Tenía un loft, autos deportivos y una colección de motos. Mantenía la costumbre de portar armas de grueso calibre en todo momento, inclusive en contextos como fiestas privadas y reuniones empresarias.
Permaneció vinculado a la farándula y a varias familias adineradas, y continuó siendo socio comercial de su exsecuestrado. Junto a Jorge Rodríguez, por entonces pareja de Susana Giménez, y Jorge Born, fue directivo de la empresa Hard Communication, encargada de organizar los sorteos del popular programa televisivo Hola Susana. La empresa fue investigada por la justicia argentina por presunta defraudación. Algunas versiones no confirmadas lo sindicaron inclusive como agente de la CIA estadounidense. 
Murió a los 54 años en el sanatorio San Lucas, de la localidad de San Isidro. Galimberti se internó con otro nombre y fue sometido a una operación durante ocho horas. Los médicos diagnosticaron una perforación de la aorta abdominal, a causa del estrés, el sobrepeso y el colesterol. Falleció debido a complicaciones cardíacas.